# Gradišče v Tuhinju
Gradišče v Tuhinju je naselje v Občini Kamnik.

## Zgodovina
Gradišče je eno starejših naselji, ki je prvič omenjeno leta 1291 v listini o desetinah kamniškega špitala, ko se omenja poleg Sidola in drugih vas v Tuhinjski dolini.